# Melissotarsus
Melissotarsus is een geslacht van mieren uit de onderfamilie van de Myrmicinae (Knoopmieren).

## Soorten
- M. beccarii Emery, 1877
- M. emeryi Forel, 1907
- M. insularis Santschi, 1911
- M. weissi Santschi, 1910